# Моравски стил
Моравски стил у српској архитектури током средњег века, обухвата временски период од седме деценије 14. века (често се као преломни догађај узима Маричка битка 1371) до 1459. године односно до пада Србије под османлијску власт, док симболички почетак епохе означава Лазарево подизање Раванице (1375—1377) и Лазарице (1377—1388).
Сам стил је назив добио по реци Морави у чијем сливу су подизани сакрални објекти. Основну карактеристику овог стила представља основа цркве у облику тролиста односно триконхоса која је у ствари црква са основом уписаног крста (нормалног и сажетог), као у Српско-византијском стилу, којој су, уз олтарску, придодате две певничке апсиде са јужне и северне стране по узору на светогорске манастире. Код нормалне основе цркве, унутрашњост је иста као код Српско-византијског стила, док код сажете основе постоје неке разлике. По својој спољашњој обради грађевине Моравског стила су веома сличне онима из Српско-византијског стила, јер користе сиво или жућкасто камење и црвене опеке, мада има и оних са малтерисаним фасадама (Раваница). Међутим, за разлику од Српско-византијског стила у коме нису увек камење и опеке уграђивани тако да формирају украсне шаре, у Моравском стилу је уобичајено украсно зидање смењивањем опеке и сиге, поготово највишег појаса. Поред тога, врло чест случај је и употреба камених розета, као и рељефа који покривају све оквире портала, прозора, лукове.  Декоративна пластика садржи преплете, представе биљака, животиња и људи.
Стил, сам по себи, представља аутентични српски стил, за разлику од Рашког и Српско-византијског стила који су настајали под директним утицајем романике односно архитектуре у Византији. Исто важи и за поље фрескосликарства на коме је развијен нови српски стил за који Давид Талбот Рајс каже да је присан осећајан, можда ефемизиран, али допадљив. Током овог периода, развијала се и фортификациона архитектура у склопу које су настале две највеће тврђаве на тлу Србије. Током прве четвртине 15. века је деспот Стефан подигао Београдску тврђаву, да би током друге деспот Ђурађ подигао Смедеревски град.
Најзначајнији архитектонски споменици Моравског стила су:
- Манастир Раваница
- Манастир Љубостиња
- Манастир Каленић
- Манастир Манасија
- Црква Лазарица